# Mariam Sy Diawara
Pour les articles homonymes, voir Sy et Diawara.
Mariam Sy Diawara née à Abidjan en Côte d'Ivoire, est une femme d'affaires canadienne.  
Elle est fondatrice et présidente de la Maison de l'Afrique-Mandingo Inc.  
Elle est aussi connue dans le monde de la publicité en Afrique francophone pour avoir créé le groupe de communication dénommé Groupe Univers, comprenant diverses agences de communication, d’édition, d’études et de tourisme en Côte d'Ivoire. 
Elle a représenté l’Afrique au conseil d’administration du Mondial de la Publicité Francophone. Elle est à l'initiatrice du premier Salon du livre africain tenu à Abidjan en 1993. Elle a été présidente de l’association des Éditeurs en Côte d’Ivoire de 1991 à 2000. Elle a créé le Salon International des loisirs et du tourisme d’Abidjan (SITLA) qui s’est tenu pour la première fois en novembre 1998. Elle est aussi l'initiatrice de la première édition de l'Africa Web Festival qui se tient du 24 au 26 novembre 2014 à Abidjan, et qui poursuit son cours. 
Mariam Sy Diawara est une philanthrope qui soutient les jeunes en Côte d'Ivoire et en Afrique. Elle a fondé Univers Jeunes, le premier journal des jeunes de Côte d'Ivoire, et a soutenu la création l'Association des clubs d'entrepreneurs étudiants de Côte d'Ivoire en 2000. 
Elle vit au Québec depuis 2000 et possède la citoyenneté canadienne. Elle est l'initiatrice du prix Afrikenous, qui récompense la meilleure image de l'Afrique au FESPACO.

## Biographie

### Immigration au Canada
Mariam Sy Diawara travaillait dans le domaine de la publicité en Côte d'Ivoire et a découvert le Québec en 1982, grâce au Mondial de la pub francophone. «J'ai encouragé mes enfants à étudier ici. Arrivée à Montréal en 2000 pour une année sabbatique, un soulèvement politique dans mon pays l'obligeant à rester au Canada. C'est durant son séjour à Montréal que lui est venu l'idée de créer la Maison de l'Afrique-Mandingo. Depuis sa création, la Maison de l’Afrique est devenue un lieu de rendez-vous des Africains qui vivent à Montréal, mais aussi des Montréalais qui s’intéressent à l’Afrique.

### Carrière
Mariam Sy Diawara est une femme d'affaires spécialisée dans la communication et la publicité. Depuis 2004, elle est présidente-fondatrice de la Maison de l’Afrique-Mandingo, une société installée à Montréal (Canada) et présente au Burkina Faso, en Côte d’Ivoire, au Mali et aux États-Unis. Depuis 2001, elle dirige l'entreprise de droit Canadien, le Pacte/ Groupe Univers INC.
Mariam Sy Diawara a travaillé plusieurs années dans la communication. Elle a fondé de nombreuses agences médias, conseil, éditions, événementiels, tourisme, dans plusieurs pays d’Afrique de l'Ouest. Avant d'immigrer au Canada, Mariam Sy Diawara a dirigé de nombreuses entreprises en Côte d'Ivoire, notamment le Groupe Univers qu'elle a fondé et dirigé de 1993 à 2000. De 1973 à 1993, elle a occupé les fonctions de préposée aux petites annonces à Directrice Générale à Ivoire Média (Havas Afrique), l’agence nationale de publicité (et Chef de publicité d'Ivoire Média/Havas Afrique (1973-1992)).
Dans le milieu de l'entrepreneuriat social, elle a créé des projets jeunes pour aider cette population à se prendre en charge (revues, club jeunes, cartes jeunes, concours d’écrivains),elle a mis sur pied des librairies et des espaces pédagogiques dans le but d’aider les enseignants à mieux comprendre les outils pédagogiques et à mieux les utiliser en Côte d’Ivoire. En 2003, elle créa la Fondation de l’entrepreneuriat de Côte d’Ivoire avec le soutien de Mesdames Suzie Harvey Directrice du concours entrepreneurship du Québec et Micheline Locas, Fondatrice des clubs entrepreneurs Étudiants.

## La Maison de l'Afrique-Mandingo à Montréal
La Maison de l’Afrique est une entité commerciale qui existe depuis 2004 et qui propose des partenariats commerciaux, par l’entremise de la Société PACTE/GROUPE UNIVERS, entre les pays africains et nord-américains. La Maison de l'Afrique-Mandingo de Montréal qui a ouvert ses portes le 5 novembre 2009 en plein cœur de la métropole canadienne a pour vocation de devenir la principale vitrine du continent africain à Montréal, et au Canada. Ce centre culturel se veut un lieu de convergence des initiatives africaines à Montréal et au Canada.
La Maison de l'Afrique-Mandigo de Montréal offre une Galerie, une Boutique, un Café Librairie et un espace Découverte.
En 2013, la Maison de l'Afrique a institué un prix dénommé Afrikenous, pour récompenser les meilleurs films africains qui présente une image positive du continent africain. Le premier prix a été décerné à au film "Le prix de l’effort" de Nantenaina Rakotondranivo (Madagascar) lors du FESPACO 2013 à Ouagadougou au Burkina Faso.
En 2014, la Maison de l'Afrique a présenté à Montréal la première exposition nord-américaine "Les dons de l’Afrique au monde", qui met de l’avant l’idée que «l’Afrique est incontestablement le berceau de l’humanité». Présentée à l’occasion du Mois de l’Histoire des Noirs, cette exposition a pour objectif de mettre en exergue l’impact de l’Afrique sur l’humanité. Cette exposition est le fruit d’une collaboration de la Maison de l’Afrique Mandingo avec le Musée Dauphinois de la ville de Grenoble, en France, et l’Institut Imagine de Ouagadougou, au Burkina Faso.

## Affiliations
- Association des Éditeurs de Côte d’Ivoire.

- Membre du Conseil d’Administration du Forum francophone des affaires du Canada.